# Vivarium

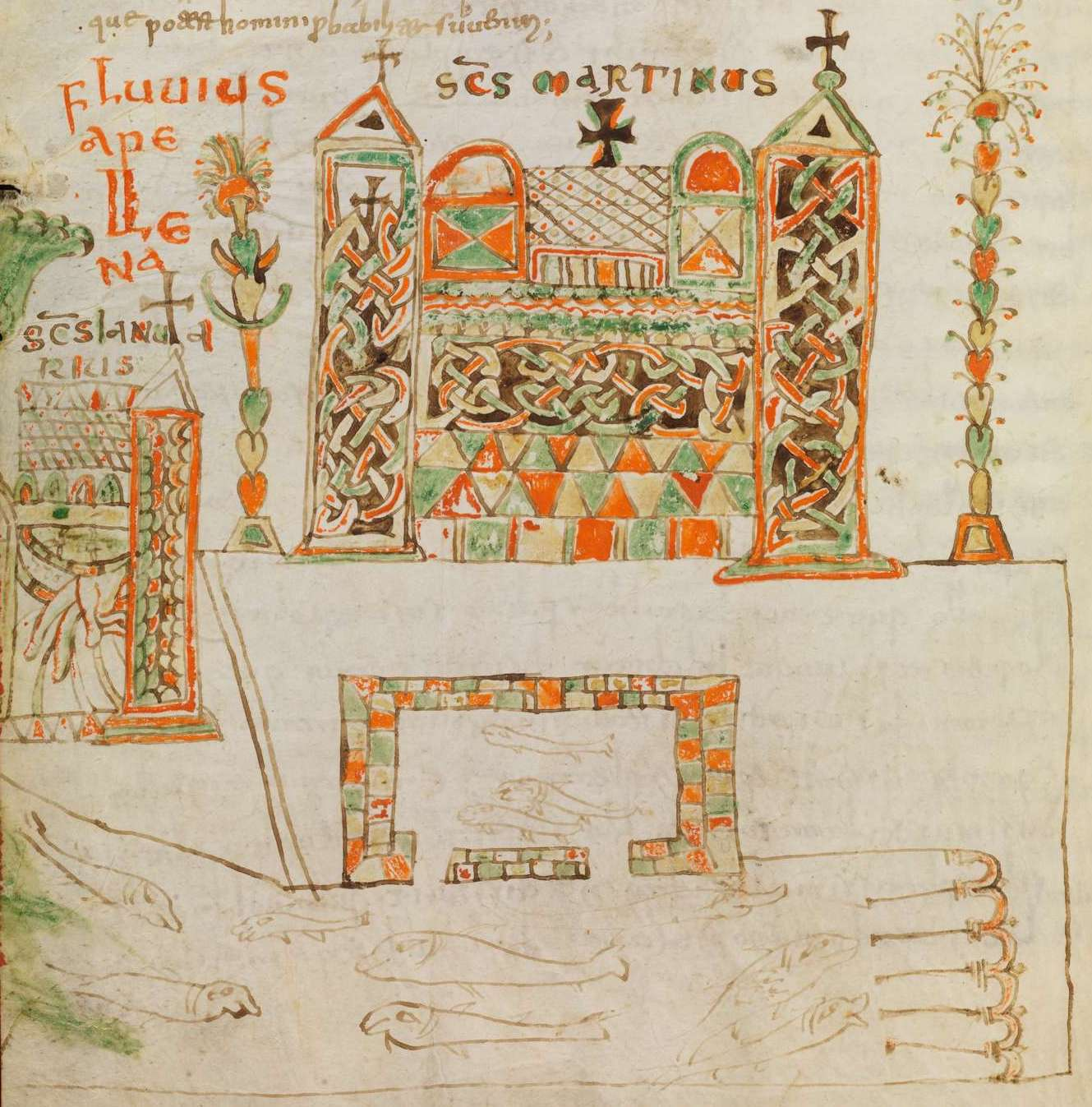
A Vivarium ábrázolása egy 8. századi kéziratban

A Vivarium egy Kr. u. 555-ben alapított középkori kolostor, vallási közösség.

## A megalapítás
Nagy Theodorik gót király kancellárja, Cassiodorus saját birtokán, Dél-Itáliában a calabriai Squillace tengeröbölnél alapított vallási és életmódközösséget, kolostort ezzel a névvel. A név – Vivarium – eredete egy halastóra utal, (latinul vivarium), ami a kolostor közelében terült el.

## A megalapítás okai
Cassiodorus célként tűzte ki a keresztény és az antik világ írott tudásanyagnak megőrzését, másolását. A keresztény hit elmélyült gyakorlásának elősegítése és az ókori irodalom megmentése érdekében hatalmas könyvtárat rendezett be. Régi terve, a keresztény tudományos központ és a szerzetesközösség létrehozása vált valóra ezzel. A könyvtári állomány gyarapodását a vétel és a másolás segítette.

## A Vivarium eszmeisége
A középkori kolostori kultúra jellegzetes vonása valósult meg Cassiodorus Vivariumában. A templom, kolostor, könyvtár (valamint a hozzá kapcsolódó scriptorium) szoros együttélése évszázadokon át meghatározóvá vált a kolostorokban. A Szent Benedek által a szerzetesi élet szabályozására összeállított bencés regula a Vivarium életének is mozgatórugójává vált.
A szerzetesek napi rendszerességgel olvastak és felolvastak egymásnak, de nemcsak a liturgia részeként, hanem más alkalmakkor, például étkezéskor is. A lélek művelése során a szerzetesek nemcsak a zsoltárokat és a Szentírást, hanem az egyházatyák műveit, a zsinatok aktáit és ezeken túlmenően az ókori történészek és természettudósok munkáit is tanulmányozták. A szerzetesek a lelki gyakorlatok mellett nem feledkeztek meg a testi munkáról sem. Közülük azok, akik elméleti tanulmányokra nem feleltek meg, a kétkezi munkájuk során az ókori szerzők írásaiban foglaltakat használták feladatvégzéseik során. Cassiodorus ezért is bővítette ki a Vivarium könyvtárát az orvoslásról, a földművelésről és kertészetről szóló ókori szakkönyvekkel.

## Az alapító regulája
Cassiodorus „Institutiones divinarum et saecularium litterarum” (Az isteni és világi tudományokkal kapcsolatos tudnivalók) néven megírt szabályzatát joggal nevezték a kolostor tudományos házirendjének. A szabályzat egyértelműen előírta, hogy a szerzetesek mind az egyházi, mind az antik szerzők műveit forgassák. Cassiodorus tanítása szerint minden világi ismeret a lelkiből fakad, azért tanulmányozniuk kellett a hét szabad művészetet (septem artes liberales: grammatika, retorika, dialektika, aritmetika, zene, geometria és csillagászat).

## A Vivarium szellemi hagyatéka
Cassiodorus halála után a Vivarium kolostora és könyvtára is a pusztulás útjára lépett. Azonban az alapító által létrehozott gondolatiság nem múlt el. Egyfelől a másolás az ókori tudásanyag egy részének fent maradását eredményezte. Másfelől az ókor szellemi műveltségének tanulmányozását terjesztette el a kolostorokban. A kolostorok szerzeteseinek jelentős ösztönzést adott ahhoz, hogy a vallásos és a világi tudományokban is elmélyüljenek, akik ezt a művelődési ideált közvetítették a kolostor falain kívülre. A sokszor pogánynak tartott ókori világ eredményeit a keresztény egyházi tudással ötvözte, amit méltán tekinthetünk a skolasztika bölcsőjének.